# 경충대로
경충대로(京忠大路, Gyeongchung-daero)는 경기도 이천시 장호원읍 진암 교차로와 성남시 중원구 성남 나들목을 잇는 경기도의 도로이다. 전 구간이 국도 제3호선의 일부였으나 OB 맥주 이천공장 부근 삼거리에서 신선으로 이어진다. 경충산업도로(京忠産業道路), 경충국도라고 불리기도 하였다.

## 역사
- 1979년 5월 21일 : 이천군 장호원읍 도계 ~ 여주군 가남면 태평리 ~ 이천군 이천읍 ~ 광주군 실촌면 곤지암리 ~ 광주군 광주면 ~ 성남시 갈현동 ~ 서울특별시 강남구 가락동 ~ 잠실교 ~ 구의동 79.5km 구간 개통[1]
- 1995년 2월 11일 : 여주군 가남면 태평리 ~ 건장리 1.53km 구간 개통[2]
- 2003년 12월 28일 : 이천시 장호원읍 오남리 ~ 진암리 4.7km 구간 확장 개통[3]
- 2009년 8월 24일 : 2개 이상 시·군에 걸쳐있는 도로로 경충대로를 고시[4]

## 주요 경유지
경기도
- 이천시 장호원읍 - 여주시 가남읍 - 이천시 (대월면 - 부발읍 - 대월면 - 부발읍 - 중리동 - 관고동 - 신둔면) - 광주시 (곤지암읍 - 초월읍 - 경안동 - 광남동) - 성남시 중원구

## 노선
| 이름                        | 접속 노선                                        | 소재지                                 | 소재지                                                       | 비고                                         |
| --------------------------- | ------------------------------------------------ | -------------------------------------- | ------------------------------------------------------------ | -------------------------------------------- |
| 진암사거리 (장호원고가차도) | 국도 제37호선 (장감로) 국도 제38호선 (서동대로)  | 이천시                                 | 장호원읍                                                     |                                              |
| 샘재고개사거리              | 샘재로                                           | 이천시                                 | 장호원읍                                                     |                                              |
| 경기교육연수원삼거리        | 경충대로168번길                                  | 이천시                                 | 장호원읍                                                     |                                              |
| 진암삼거리                  | 국도 제3호선 (중원대로)                          | 이천시                                 | 장호원읍                                                     | 국도 제3호선 구간                            |
| 송산삼거리                  | 설장로                                           | 이천시                                 | 장호원읍                                                     | 국도 제3호선 구간                            |
| 풍계교                      |                                                  | 이천시                                 | 장호원읍                                                     | 국도 제3호선 구간                            |
| 원하삼거리                  | 경충대로307번길 경충대로309번길                  | 이천시                                 | 장호원읍                                                     | 국도 제3호선 구간                            |
| 이황초교삼거리              |                                                  | 이천시                                 | 장호원읍                                                     | 국도 제3호선 구간                            |
| 이황1리삼거리               | 경충대로519번길                                  | 이천시                                 | 장호원읍                                                     | 국도 제3호선 구간                            |
| 소시랑고개                  |                                                  | 이천시                                 | 장호원읍                                                     | 국도 제3호선 구간                            |
| 상승대삼거리                | 경충대로597번길                                  | 이천시                                 | 장호원읍                                                     | 국도 제3호선 구간                            |
| 이황육교삼거리              | 이풍로                                           | 이천시                                 | 장호원읍                                                     | 국도 제3호선 구간                            |
| 나래삼거리                  | 경충대로782번길                                  | 이천시                                 | 장호원읍                                                     | 국도 제3호선 구간                            |
| 문드러니고개                |                                                  | 이천시                                 | 장호원읍                                                     | 국도 제3호선 구간                            |
| 여주시                      | 가남읍                                           |                                        |                                                              | 국도 제3호선 구간                            |
| 여주시                      | 가남읍                                           | 은봉삼거리                             | 자석로                                                       | 국도 제3호선 구간                            |
| 여주시                      | 가남읍                                           | 흑석삼거리                             | 국가지원지방도 제84호선 (흑석로)                             | 국도 제3호선 구간                            |
| 여주시                      | 가남읍                                           | 세광리치타운아파트 교차로              |                                                              | 국도 제3호선 구간                            |
| 여주시                      | 가남읍                                           | 건장사거리                             | 건은로 여주남로                                              | 국도 제3호선 구간                            |
| 여주시                      | 가남읍                                           | 태평교                                 |                                                              | 국도 제3호선 구간                            |
| 여주시                      | 가남읍                                           | 태평사거리                             | 지방도 제333호선 (설가로) (태평중앙1길)                      | 국도 제3호선 구간                            |
| 여주시                      | 가남읍                                           | 태평리                                 | 태평로                                                       | 국도 제3호선 구간                            |
| 여주시                      | 가남읍                                           | 신해1리삼거리                          | 일신로                                                       | 국도 제3호선 구간                            |
| 여주시                      | 가남읍                                           | 동남아파트 교차로 신해2리사거리        |                                                              | 국도 제3호선 구간                            |
| 장평삼거리 경기고속삼거리   |                                                  | 이천시                                 | 대월면                                                       | 국도 제3호선 구간                            |
| 장평교                      |                                                  | 이천시                                 | 대월면                                                       | 국도 제3호선 구간                            |
| 부발읍                      |                                                  | 이천시                                 |                                                              | 국도 제3호선 구간                            |
| 응암삼거리                  | 경충대로1722번길                                 | 이천시                                 |                                                              | 국도 제3호선 구간                            |
| 응암 교차로                 | 국도 제3호선 (성남이천로)                        | 이천시                                 |                                                              | 국도 제3호선 구간                            |
| 가산삼거리                  | 지방도 제337호선 (황무로)                        | 이천시                                 | 지방도 제337호선 구간 이천시도 제1호선 구간                  |                                              |
| 동원삼거리                  |                                                  | 이천시                                 | 지방도 제337호선 구간 이천시도 제1호선 구간                  |                                              |
| 도드람조합삼거리            | 경충대로1937번길                                 | 이천시                                 | 지방도 제337호선 구간 이천시도 제1호선 구간                  |                                              |
| 대월삼거리                  | 지방도 제337호선 (대월로)                        | 이천시                                 | 지방도 제337호선 구간 이천시도 제1호선 구간                  | 대월면                                       |
| 사동삼거리                  | 사동로                                           | 이천시                                 | 이천시도 제1호선 구간                                        | 대월면                                       |
| 아미사거리                  | 경충대로2141번길                                 | 이천시                                 | 이천시도 제1호선 구간                                        | 부발읍                                       |
| 이천사동중학교삼거리        | 경충대로2050번길                                 | 이천시                                 | 이천시도 제1호선 구간                                        | 부발읍                                       |
| SK하이닉스사거리            | 경충대로2092번길                                 | 이천시                                 | 이천시도 제1호선 구간                                        | 부발읍                                       |
| 아미타운삼거리              | 경충대로2110번길                                 | 이천시                                 | 이천시도 제1호선 구간                                        | 부발읍                                       |
| 이천 나들목                 | 50호선 영동고속도로                              | 이천시                                 | 이천시도 제1호선 구간                                        | 부발읍                                       |
| 청구아파트삼거리            |                                                  | 이천시                                 | 이천시도 제1호선 구간                                        | 부발읍                                       |
| 대상㈜삼거리                | 경충대로2191번길                                 | 이천시                                 | 이천시도 제1호선 구간                                        | 부발읍                                       |
| 진우아파트삼거리            | 신아로                                           | 이천시                                 | 이천시도 제1호선 구간                                        | 부발읍                                       |
| 거평아파트삼거리            |                                                  | 이천시                                 | 이천시도 제1호선 구간                                        | 부발읍                                       |
| 신하초교후문삼거리          | 대산로                                           | 이천시                                 | 이천시도 제1호선 구간                                        | 부발읍                                       |
| 삼익아파트삼거리            | 경충대로2257번길                                 | 이천시                                 | 이천시도 제1호선 구간                                        | 부발읍                                       |
| 신하삼거리                  | 경충대로2273번길                                 | 이천시                                 | 이천시도 제1호선 구간                                        | 부발읍                                       |
| 성광아파트삼거리            | 경충대로2285번길                                 | 이천시                                 | 이천시도 제1호선 구간                                        | 부발읍                                       |
| OB삼거리                    |                                                  | 이천시                                 | 이천시도 제1호선 구간                                        | 부발읍                                       |
| 이마트후레쉬센터사거리      | 가좌로                                           | 이천시                                 | 이천시도 제1호선 구간                                        | 부발읍                                       |
| 복하사거리                  | 국도 제42호선 국가지원지방도 제70호선 (중부대로) | 이천시                                 | 국가지원지방도 제70호선 구간 이천시도 제1호선 구간           | 부발읍                                       |
| 복하교                      |                                                  | 이천시                                 | 국가지원지방도 제70호선 구간 이천시도 제1호선 구간           | 부발읍                                       |
| 중리동                      |                                                  | 이천시                                 | 국가지원지방도 제70호선 구간 이천시도 제1호선 구간           |                                              |
| 진리삼거리                  | 경충대로2481번길                                 | 이천시                                 | 국가지원지방도 제70호선 구간 이천시도 제1호선 구간           |                                              |
| 신진리사거리                | 구만리로                                         | 이천시                                 | 국가지원지방도 제70호선 구간 이천시도 제1호선 구간           |                                              |
| 설봉삼거리                  | 중리천로 중리천로115번길                         | 이천시                                 | 국가지원지방도 제70호선 구간 이천시도 제1호선 구간           |                                              |
| 이천사거리                  | 국가지원지방도 제70호선 (이섭대천로)             | 이천시                                 | 국가지원지방도 제70호선 구간 이천시도 제1호선 구간           |                                              |
| 공설운동장삼거리            | 서희로                                           | 이천시                                 | 이천시도 제1호선 구간                                        |                                              |
| 증일사거리                  | 부악로 설봉로                                    | 이천시                                 | 이천시도 제1호선 구간                                        |                                              |
| 증일사거리                  | 부악로 설봉로                                    | 이천시                                 | 이천시도 제1호선 구간                                        | 관고동                                       |
| 이천육교                    |                                                  | 이천시                                 | 이천시도 제1호선 구간                                        |                                              |
| 엑스포삼거리                | 경충대로2709번길                                 | 이천시                                 | 이천시도 제1호선 구간                                        |                                              |
| 설봉아파트삼거리            | 경충대로2720번길                                 | 이천시                                 | 이천시도 제1호선 구간                                        |                                              |
| 설봉공원삼거리              | 관고재로                                         | 이천시                                 | 이천시도 제1호선 구간                                        |                                              |
| 소방서삼거리 기치미고개     |                                                  | 이천시                                 | 이천시도 제1호선 구간                                        |                                              |
| 기치미고개삼거리            | 양진로                                           | 이천시                                 | 이천시도 제1호선 구간                                        |                                              |
| 사음1동삼거리               | 경충대로2931번길                                 | 이천시                                 | 이천시도 제1호선 구간                                        |                                              |
| 콘티넨탈삼거리              | 사음로                                           | 이천시                                 | 이천시도 제1호선 구간                                        |                                              |
| 돌고개                      |                                                  | 이천시                                 | 이천시도 제1호선 구간                                        |                                              |
| 도예촌사거리                | 경충대로2993번길                                 | 이천시                                 | 이천시도 제1호선 구간                                        |                                              |
| 사음2동삼거리               | 경충대로2996번길                                 | 이천시                                 | 이천시도 제1호선 구간                                        |                                              |
| 수남저수지삼거리            | 경충대로3041번길 경충대로3044번길                | 이천시                                 | 이천시도 제1호선 구간                                        |                                              |
| 사음동삼거리                | 서이천로                                         | 이천시                                 | 이천시도 제1호선 구간                                        |                                              |
| 근천교                      |                                                  | 이천시                                 | 이천시도 제1호선 구간                                        |                                              |
| 신둔면                      |                                                  | 이천시                                 | 이천시도 제1호선 구간                                        |                                              |
| 소정 교차로                 | 지방도 제337호선 (황무로)                        | 이천시                                 | 이천시도 제1호선 구간                                        |                                              |
| 신둔삼거리                  | 경충대로3145번길                                 | 이천시                                 | 이천시도 제1호선 구간                                        |                                              |
| 신둔사거리                  | 경충대로3159번길                                 | 이천시                                 | 이천시도 제1호선 구간                                        |                                              |
| 남정오거리                  | 원적로 경충대로3183번길                          | 이천시                                 | 이천시도 제1호선 구간                                        |                                              |
| 수광삼거리                  | 경충대로3233번길 경충대로3234번길                | 이천시                                 | 이천시도 제1호선 구간                                        |                                              |
| 넉고개                      |                                                  | 이천시                                 | 이천시도 제1호선 구간                                        |                                              |
| 광주시                      | 곤지암읍                                         | 광주시도 제23호선 구간                 |                                                              |                                              |
| 광주시                      | 곤지암읍                                         | 광주시도 제23호선 구간                 | 동원대학앞 교차로                                            | 새재길                                       |
| 광주시                      | 곤지암읍                                         | 광주시도 제23호선 구간                 | 신촌리                                                       | 신만로                                       |
| 광주시                      | 곤지암읍                                         | 광주시도 제23호선 구간                 | 광주공업사앞 교차로                                          | 구수동길                                     |
| 광주시                      | 곤지암읍                                         | 광주시도 제23호선 구간                 | 수양마을입구 교차로                                          | 경충대로311번길 경충대로312번길              |
| 광주시                      | 곤지암읍                                         | 광주시도 제23호선 구간                 | 구양교                                                       |                                              |
| 광주시                      | 곤지암읍                                         | 광주시도 제23호선 구간                 | 농수산물창고앞 교차로                                        | 경충대로498번길                              |
| 광주시                      | 곤지암읍                                         | 광주시도 제23호선 구간                 | 중부골프장앞 교차로                                          |                                              |
| 광주시                      | 곤지암읍                                         | 광주시도 제23호선 구간                 | 목방마을앞 교차로                                            | 경충대로493번길                              |
| 광주시                      | 곤지암읍                                         | 곤지암사거리                           | 국가지원지방도 제98호선 지방도 제325호선 (곤지암로) (광여로) | 지방도 제325호선 구간 광주시도 제23호선 구간 |
| 광주시                      | 곤지암읍                                         | 신대사거리                             | 곤지암로 곤지암천로                                          | 지방도 제325호선 구간 광주시도 제23호선 구간 |
| 광주시                      | 곤지암읍                                         | 곤지암교                               | 도척로 대석동길 평촌길11번길                                 | 지방도 제325호선 구간 광주시도 제23호선 구간 |
| 광주시                      | 곤지암읍                                         | 금호주유소앞 교차로                    | 평촌길                                                       | 지방도 제325호선 구간 광주시도 제23호선 구간 |
| 광주시                      | 곤지암읍                                         | 곤지암 나들목                          | 35호선 중부고속도로                                          | 지방도 제325호선 구간 광주시도 제23호선 구간 |
| 광주시                      | 빙그레입구                                       | 독고개길                               | 초월읍                                                       | 지방도 제325호선 구간 광주시도 제23호선 구간 |
| 광주시                      | 나이키앞 교차로                                  | 지방도 제325호선 (산수로)              | 초월읍                                                       | 지방도 제325호선 구간 광주시도 제23호선 구간 |
| 광주시                      | 렉스콘앞                                         | 경충대로963번길                        | 초월읍                                                       | 광주시도 제23호선 구간                       |
| 광주시                      | 경기주유소앞 교차로                              | 도곡길 장담길                          | 초월읍                                                       | 광주시도 제23호선 구간                       |
| 광주시                      | 쌍동 분기점                                      | 국도 제3호선 (성남이천로)              | 초월읍                                                       | 광주시도 제23호선 구간                       |
| 광주시                      | 초월읍사무소앞 교차로                            | 무들로                                 | 초월읍                                                       | 광주시도 제23호선 구간                       |
| 광주시                      | 소방파출소앞 교차로                              | 경충대로1284번길                       | 초월읍                                                       | 광주시도 제23호선 구간                       |
| 광주시                      | 도평리입구 교차로                                | 현산로                                 | 초월읍                                                       | 광주시도 제23호선 구간                       |
| 광주시                      | 쌍령동                                           | 중앙로                                 | 경안동                                                       | 광주시도 제23호선 구간                       |
| 광주시                      | 경안교                                           |                                        | 경안동                                                       | 광주시도 제23호선 구간                       |
| 광주시                      | 광주 나들목                                      | 포은대로                               | 경안동                                                       | 광주시도 제23호선 구간                       |
| 광주시                      | 광주2육교                                        | 역동로                                 | 경안동                                                       | 광주시도 제23호선 구간                       |
| 광주시                      | 장지 나들목                                      | 국도 제43호선 국도 제45호선 (회안대로) | 광남동                                                       | 광주시도 제23호선 구간                       |
| 광주시                      | 선광주유소앞 교차로                              | 순암로264번길                          | 광남동                                                       | 광주시도 제23호선 구간                       |
| 광주시                      | 중대교                                           | 순암로 텃골길                          | 광남동                                                       | 광주시도 제23호선 구간                       |
| 광주시                      | 삼동                                             | 순암로 삼지곡길                        | 광남동                                                       | 광주시도 제23호선 구간                       |
| 광주시                      | 갈마터널                                         |                                        | 광남동                                                       | 성남 방면 연장 343m 이천 방면 연장 480m      |
| 성남시                      | 갈마터널                                         | 중원구                                 |                                                              | 성남 방면 연장 343m 이천 방면 연장 480m      |
| 성남시                      | 갈현 교차로                                      | 중원구                                 | 지방도 제338호선 (순환로)                                    | 지방도 제338호선 구간                        |
| 성남시                      | 갈현동                                           | 중원구                                 | 지방도 제338호선 (마지로)                                    | 지방도 제338호선 구간                        |
| 성남시                      | 갈마치교                                         | 중원구                                 | 갈마치로                                                     |                                              |
| 성남시                      | 갈현 나들목                                      | 중원구                                 | 희망로                                                       |                                              |
| 성남시                      | 성남교                                           | 중원구                                 |                                                              |                                              |
| 성남시                      | 대원 나들목                                      | 중원구                                 | 국도 제3호선 (성남이천로)                                    |                                              |
| 성남시                      | 중원교                                           | 중원구                                 | 제일로 돌마로                                                |                                              |
| 성남시                      | 여수사거리                                       | 중원구                                 | 국도 제3호선 (성남대로)                                      |                                              |
| 성남시                      | 성남 나들목                                      | 중원구                                 | 100호선 수도권제1순환고속도로                                | 종점                                         |

## 주요 건물 및 시설
- 이황초등학교 (경기도 이천시 장호원읍 경충대로 456-20)
- 방재시험연구원 (경기도 여주시 가남읍 경충대로 1030)
- SK하이닉스 (경기도 이천시 부발읍 경충대로 2091)
- 현대엘리베이터 (경기도 이천시 부발읍 경충대로 2091-1)
- 아미파출소 (경기도 이천시 부발읍 경충대로 2154)
- OB맥주 이천공장 (경기도 이천시 부발읍 경충대로 2314)
- 이천우체국 (경기도 이천시 경충대로 2610)
- 이천소방서 (경기도 이천시 경충대로 2739)
- 경기도의료원 이천병원 (경기도 이천시 경충대로 2742)
- 다산고등학교 (경기도 이천시 경충대로 2856)
- 신둔면 행정복지센터 (경기도 이천시 신둔면 경충대로 3128)
- 신둔우체국 (경기도 이천시 신둔면 경충대로 3152-14)
- 신둔농협 본점 (경기도 이천시 신둔면 경충대로 3161)
- 신둔파출소 (경기도 이천시 신둔면 경충대로 3162)
- 동원대학교 (경기도 광주시 곤지암읍 경충대로 26)
- 곤지암도자공원 (경기도 광주시 곤지암읍 경충대로 727)
- 초월읍행정복지센터 (경기도 광주시 초월읍 경충대로 1241)
- 초월우체국 (경기도 광주시 초월읍 경충대로 1243-9)
- 초월농협 본점 (경기도 광주시 초월읍 경충대로 1247)